# 闍耶毗羅跋摩
闍耶毗羅跋摩（Jayavirahvarman，？—1011年），柬埔寨吳哥王朝國王（1002年－1011年在位）。
因為闍耶跋摩五世沒有子嗣，而後繼的優陀耶迭多跋摩一世與其沒有血緣，統治數月後優陀耶迭多跋摩被殺，吳哥爆發長達九年的內戰。闍耶毗羅跋摩與蘇利耶跋摩一世為爭奪王位爆發內戰。闍耶毗羅跋摩的來歷尚不確定，根據阿奇里·道芬·梅尼爾的說法，闍耶毗羅跋摩是優陀耶迭多跋摩一世的兄弟和合法繼承人，他看到競位者蘇利耶跋摩一世的氣勢日盛，他便據Yaçodhapura自稱國王。在長達9年的內戰之後，闍耶毗羅跋摩自此失踪。